# بيلي ريتشاردز
بيلي ريتشاردز (بالإنجليزية: Billy Richards)‏ (1 يناير 1905 بويلز في المملكة المتحدة - ) هو مدرب كرة قدم ولاعب كرة قدم بريطاني في مركز الهجوم.